# Kryptisk madagaskarsångare
Kryptisk madagaskarsångare (Cryptosylvicola randrianasoloi) är en nyligen beskriven fågelart i familjen madagaskarsångare inom ordningen tättingar.

## Utseende och läte
Kryptisk madagaskarsångare är en enfärgad sångarlik fågel. Den liknar grå madagaskarsångare, men har inte lika tydligt ögonbrynsstreck och ovansidan är mer olivgrön än grå. Jämfört med jeryer är den större, har ljusa ben och ljus undre näbbhalva, men saknar streck på strupen. Arten liknar något kilstjärtad madagaskarsångare, men ses i andra miljöer, är mycket ljusare och har ingen grå fläck på örontäckarna. Sången består av en avtagande serie ljusa och tunna toner.

## Utbredning och systematik
Kryptisk madagaskarsångare placeras som enda art i släktet Cryptosylvicola. Fågeln återfinns i regnskogar på östra Madagaskar.

## Levnadssätt
Arten vistas vanligen i städsegröna skogar som ligger 900 till 2100 meter över havet. Den besöker även typiska bergsskogar, slänter med bambu, återskapade skogar och trädodlingar. Den kan ibland ansluta till kringvandrande artblandande flockar. Fågeln sjunger ofta från en exponerad sittplats.

### Häckning
Kryptisk madagaskarsångare vistas vanligen på delar av träd och buskar som ligger 3 till 15 meter över marken och ibland syns den i trädtoppar vid 25 meter över marken. Fågeln äter insekter som den plockar från blad, grenar och kvistar. Honan häckar mellan oktober och december. Under en studie från 1996 hittades tre ägg i ett bo och andra familjegrupper som observerades i november samma år hade fyra medlemmar.

## Status
Denna fågel hotas av svedjebruk. Beståndet minskar men kryptisk madagaskarsångare är ganska talrik i lämplig habitat. IUCN kategoriserar arten som livskraftig.